# Smoko at the Pet Food Factory
Smoko at the Pet Food Factory is het achtste studioalbum van de Australische punkband Frenzal Rhomb. Het album werd uitgegeven via het platenlabel Fat Wreck Chords op 11 oktober 2011 op cd en lp in de Verenigde Staten en via How Much Did I Fucking Pay For This? Records, het platenlabel van de band zelf, op 19 augustus 2011 op cd in Australië. In 2017 werd de lp-versie van het album door Fat Wreck Chords heruitgegeven.
Het album werd opgenomen in The Blasting Room en geproduceerd door Bill Stevenson, eigenaar van de opnamestudio en drummer van de Amerikaanse punkband Descendents.

## Nummers
1. "Bird Attack" - 1:15
2. "Mummy Doesn't Know You're a Nazi" - 1:23
3. "5000 Cigarettes" - 1:40
4. "Cockroach Light Switch" - 1:26
5. "Knuckleheads" - 2:18
6. "Just Because It's Soap Doesn't Mean It's Clean" - 1:37
7. "My Dearest Friend" - 0:54
8. "Back to the Suburbs" - 2:10
9. "Edward Sausage Fangs" - 2:32
10. "Alvarez" - 1:48
11. "Hungry Jacks Carpark" - 1:48
12. "Snouts in the Trough" - 1:28
13. "Dead Celebrity" - 1:53
14. "Metrognome" - 1:22
15. "When My Baby Smiles at Me I Go to Rehab" - 1:04
16. "The Rude Tourist" - 2:11

## Band
- Tom Crease - basgitaar
- Gordy Foreman - drums
- Lindsay McDougall - gitaar
- Jason Whalley - zang, gitaar